# Benoit Théocréne
Benedetto Tagliacarne, connu en France sous le nom Benoit Théocréne (né à Sarzana et mort le 18 octobre 1536) est un prélat franco-italien  du XVIe siècle.

## Biographie
Secrétaire de la république de Gênes depuis 1514, Benedetto Tagliacarne suit le cardinal Federico Fregoso en France après l'expulsion de celui-ci de la cité en 1522.
Il est précepteur du duc d'Orléans, fils du roi François Ier et est nommé abbé de  Nanteuil. Le roi le nomme évêque de Grasse en 1534.
Clément Marot lui rend hommage dans l'une de ses poésies.